# Quốc kỳ Bỉ
Quốc kỳ Bỉ (tiếng Hà Lan: Belgische vlag; tiếng Pháp: Drapeau belge; tiếng Đức: Belgische Flagge) với ba vạch đứng Đen - vàng - đỏ đều nhau.
Các màu sắc được lấy từ huy hiệu của Công quốc Brabant, và thiết kế theo chiều dọc có thể được dựa trên lá cờ của Pháp. Khi bay, dải màu đen gần cột cờ nhất (bên hông). Nó có tỷ lệ bất thường là 13:15, phiên bản dân sự là 2:3.

## Các lá cờ trước đây
Sau cái chết của Charlemagne, lãnh thổ ngày nay của Bỉ (trừ Vùng Flanders) đã trở thành một phần của Lotharingia, có một lá cờ gồm hai vạch màu đỏ ngang được phân cách bằng một dải trắng (xem bài Quốc kỳ Áo). Lãnh thổ sau đó chuyển sang tay Tây Ban Nha, và sau lễ đăng quang của Charles V, Hoàng đế La Mã Hoàng thì màu vàng và đỏ, màu sắc của Tây Ban Nha, được thêm vào. Từ thế kỷ 16 đến cuối thế kỷ 18, màu sắc của quốc kỳ Bỉ hiện nay là đỏ, trắng vàng. Đôi khi cây thánh giá đỏ của Burgundy được đặt trên phần trắng của lá cờ.
Trong thời kỳ thống trị của Áo, một số lá cờ khác nhau đã được thử, cho đến khi Hoàng đế Áo áp đặt lá cờ Áo. Dân chúng ở Brussel phản đối việc này, và theo gương của nước Pháp, những tiếng còi đỏ, vàng và đen bắt đầu xuất hiện. Màu sắc tương ứng với sư tử đỏ của Hainaut, Limburg và Luxembourg, sư tử vàng của Brabant, và sư tử đen của Flanders và Namur.

## Hình ảnh

(1714–1789)
(1789-1790)
(1830-1831)
(từ 1831)